# Álvaro Soler
Álvaro Soler (Barcelona, 1991. január 9. –) spanyol, német származású énekes, zeneszerző, gitáros, billentyűs.

## Életpályája
Teljes neve: Álvaro Tauchert Soler. Barcelonában született, 1991. január 9-én, multinacionális családba. Édesapja német, édesanyja spanyol-belga származású, így családi indíttatásából eredően is poliglott (több nyelven beszélő) személy. Beszélt nyelvei: katalán, spanyol, német, angol, olasz és japán. Két testvére van, Gregory és Paula. 10 éves korában szüleivel együtt Japánba költözött, 7 évet töltött ott a család. Gyermekkora óta tanult zongorázni. Visszaköltözve Barcelonába, 2010-ben testvérével (öccse: Gregory Tauchert Soler) és néhány barátjával létrehozta az Urban Lights nevű zenekart. A zenekar stílusa a brit pop, indie pop és az elektronikus zene keverékeként jellemezhető. Álváro énekelt, vokálozott és billentyűsként játszott az együttesben, öccse volt a szólóénekes, a frontember. 2013-ban egy spanyol zenei tehetségkutató-verseny döntőjében a 8. helyen végeztek. Megjelent néhány daluk és készült egy saját albumuk is. Álvaro Soler ipari formatervezést tanult az Elisava Egyetemen Barcelonában (2013-ban diplomázott), zeneiskolába járt, és egy barcelonai modellügynökségnél is dolgozott.
Álvaro, 2014-ben elhagyta az Urban Lights együttest. Szólistaként képzelte el a jövőjét és Németországba költözött. Berlinben építette tovább zenei karrierjét. 2015. április 24-én kiadták az "El mismo sol" című dalát. Alvaro Soler szerzőtársai: Ali Zuckowski és Simon Triebel voltak. A dal hatalmas sláger lett. Olaszországban két hét alatt listavezető lett, amit négy héten keresztül meg is tartott és debütáló kislemeze többszörös platina lemez lett. Svájcban is, a kislemezek listáján első helyen végzett. A kislemez Európa több slágerlistáján is előkelő helyen szerepelt, többek között: Németországban, Franciaországban, Belgiumban, Ausztriában és Hollandiában is.
Álvaro Soler 2015. június 23-án kiadta debütáló szólólemezét, az Eterno Agosto-t a Universal Music gondozásában. Ezen az albumon hallható Álvaro Soler egyik nagy slágere, a Sofia című dal, melyhez a videóklipet Havannában forgatták. Szeptember 4-én az album címadó dala egy egyszerűbb klippel felkerült Álvaro hivatalos YouTube oldalára. Agosto című dala a lengyel Airplay zenei listán megszerezte az első helyet.
Októberben a debütáló El mismo sol (Under The Same Sun) című dalát Jennifer Lopezzel közösen is felvették duett formájában. A duett dalból több verzió és videóklipek készültek. Szeptember 12-én megjelent videóklipjében a Libre című dalában Emma Marrone, olasz énekesnőt választotta duett partnerének, míg a dal lengyel változatát Monika Lewczuk-al énekelte. 2016-ban Álvaro Solert beválasztották az olasz X Factor tizedik sorozatának mentorai, zsűri tagjai közé. 2016. október 6-án, a Latin Amerikai Music Awards-on díjra jelölték a kislemezét, és a gálaesten Álvaro Soler fellépett a mexikói színésznő-énekesnő Lucero-val. A "Libre" című dalát, a mexikói énekesnő Paty Cantúval is elénekelte. 
A columbiai Morat zenekarral együtt készítette el és énekelte a "Yo contigo, tú conmigo" című dalt, mely a Gru 3., amerikai animációs kalandfilm zenéje. A videóklip 2017. június 16-án jelent meg.
Második stúdió albuma, Mar de Colores címmel 2018 szeptember 7-én jelent meg. Rajta szerepel a La Cintura című dal, melynek videójához a klipet Kubában forgatták. Ebből a dalából is készült több változat, például Flo Rida és TINI közreműködésével is.
2019-ben Loca című dalához a videót Tokióban forgatták. A La Libertad című dalához készült klip 2019. május 10-étől látható.

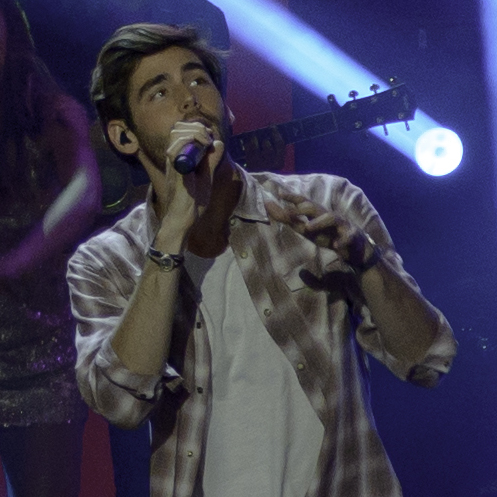
Álvaro Soler

## Albumai
- Eterno Agosto (Airforce1 Records, Universal Music – 2015)
- Mar de Colores (Airforce1 Records, Universal Music Group – 2018)

## Kislemezek
- El Mismo Sol (Airforce1 Records, Universal Music – 2015)
- Sofia (Airforce1 Records – 2016)
- Spotify Sessions (5xFile, FLAC, EP)	(Airforce1 Records – 2016)
- Libre Alvaro Soler Feat. Monika Lewczuk (File, AAC, Single, 256) (Airforce1 Records – 2016)
- Animal (Epic Amsterdam – 2017)
- Morat y Alvaro Soler – Yo Contigo, Tú Conmigo (The Gong Gong Song) (File, FLAC, Single) (Universal Music Spain – 2017)
- La Cintura – Alvaro Soler Feat. Flo Rida & TINI (12) – La Cintura (Airforce1 Records – 2018)
- Maitre Gims & Alvaro Soler – Lo Mismo (Chahawat, B1 Recordings, Airforce1 Records – 2018)
- Loca (Airforce1 Records – 2019)
- Juanes & Alvaro Soler (Universal Music Latino – 2019)

## Díjai
| Év   | Díj                            | Jelölés                                                                      | Munka                                 | Eredmény |
| ---- | ------------------------------ | ---------------------------------------------------------------------------- | ------------------------------------- | -------- |
| 2015 | Los Premios 40 Principales     | Best Spanish New Artist (A legjobb spanyol nyelvű új előadó)                 | Önmaga                                | Elnyerte |
| 2016 | European Border Breakers Award | Best Emerging Artist – Spain (A legjobb feltörekvő előadó) – Spain (Spanyol) | Önmaga                                | Elnyerte |
| 2016 | MTV Europe Music Awards        | Best Spanish Act                                                             | Önmaga                                | Jelölve  |
| 2016 | Latin American Music Awards    | Xfinity New Artist of the Year                                               | Önmaga                                | Jelölve  |
| 2016 | Latin American Music Awards    | Favorite Pop/Rock New Artist                                                 | Önmaga                                | Jelölve  |
| 2016 | Latin American Music Awards    | Favorite Pop/Rock Song                                                       | "El Mismo Sol" (feat. Jennifer Lopez) | Jelölve  |
| 2017 | Die Eins der Besten            | Video-Hit of the Year                                                        | "Sofia"                               | Elnyerte |
| 2017 | Swiss Music Awards             | Best Breaking Act International                                              | Önmaga                                | Elnyerte |
| 2017 | LOS40 Music Awards             | Song of the Year                                                             | "Yo Contigo Tú Conmigo" (with Morat)  | Elnyerte |
| 2018 | LOS40 Music Awards             | Artist of the Year                                                           | Önmaga                                | Jelölve  |
| 2018 | LOS40 Music Awards             | Video of the Year                                                            | "La Cintura"                          | Jelölve  |
| 2019 | Die Eins der Besten            | Hit of the Year                                                              | "La Cintura"                          | Elnyerte |